# Калиярви
Калиярви — озеро на территории Видлицкого сельского поселения Олонецкого района Республики Карелия.

## Общие сведения
Площадь озера — 0,6 км². Располагается на высоте 68,9 метров над уровнем моря.
Форма озера продолговатая: вытянуто с севера на юг. Берега каменисто-песчаные, местами заболоченные.
Сток осуществляется из северной оконечности озера ручьём Кейдоя, который, протекая озеро Кедъярви, втекает в Видлицу по правому берегу.
Населённые пункты возле озера отсутствуют. Ближайший — деревня Большие Горы — расположен в 12 км к ЮЮВ от озера.
Код объекта в государственном водном реестре — 01040300211102000014510.